# Papilio ponceleti
Papilio ponceleti is een vlinder uit de familie van de pages (Papilionidae). De wetenschappelijke naam van de soort is voor het eerst geldig gepubliceerd in 1933 door Eugène Le Moult.